# Tét
Tét ist eine ungarische Stadt im Komitat Győr-Moson-Sopron. Sie ist Verwaltungssitz des gleichnamigen Kreises. Zur Stadt gehört der südlich gelegene Ortsteil Szentkút.

## Geografische Lage
Tét liegt 21 Kilometer südwestlich des Komitatssitzes Győr und 6 Kilometer südlich des Flusses Marcal. Nachbargemeinden sind Győrszemere, Felpéc, Gyömöre, Gyarmat, Mórichida, Rábaszentmiklós, Kisbabot und Rábaszentmihály.

## Geschichte
Im Jahr 1913 gab es in der damaligen Großgemeinde 551 Häuser und 4111 Einwohner auf einer Fläche von 9677 Katastraljochen. Sie gehörte zu dieser Zeit zum Bezirk Sokoróalja im Komitat Győr. Im Jahr 2001 erhielt Tét den Status einer Stadt.

## Städtepartnerschaften
- Leusden, Niederlande
- Tomești (Harghita), ungarisch Csíkszenttamás, Rumänien

## Sehenswürdigkeiten
- Evangelische Kirche, erbaut 1778 im spätbarocken Stil ohne Turm
- Károly-Kisfaludy-Büste, erschaffen 1974 von Károly Antal
- Károly-Kisfaludy-Denkmal
- Römisch-katholische Kirche Szentháromság, erbaut 1818 im spätbarocken Stil
- Römisch-katholische Kirche Páduai Szent Antal, erbaut in der ersten Hälfte des 18. Jahrhunderts, später erweitert, im Ortsteil Szentkút – in der Kirche finden sich Bilder von István Dorffmeister und Franz Anton Maulbertsch
- Madonnenstatue, erschaffen 1896 von Lipót Hild, im Ortsteil Szentkút

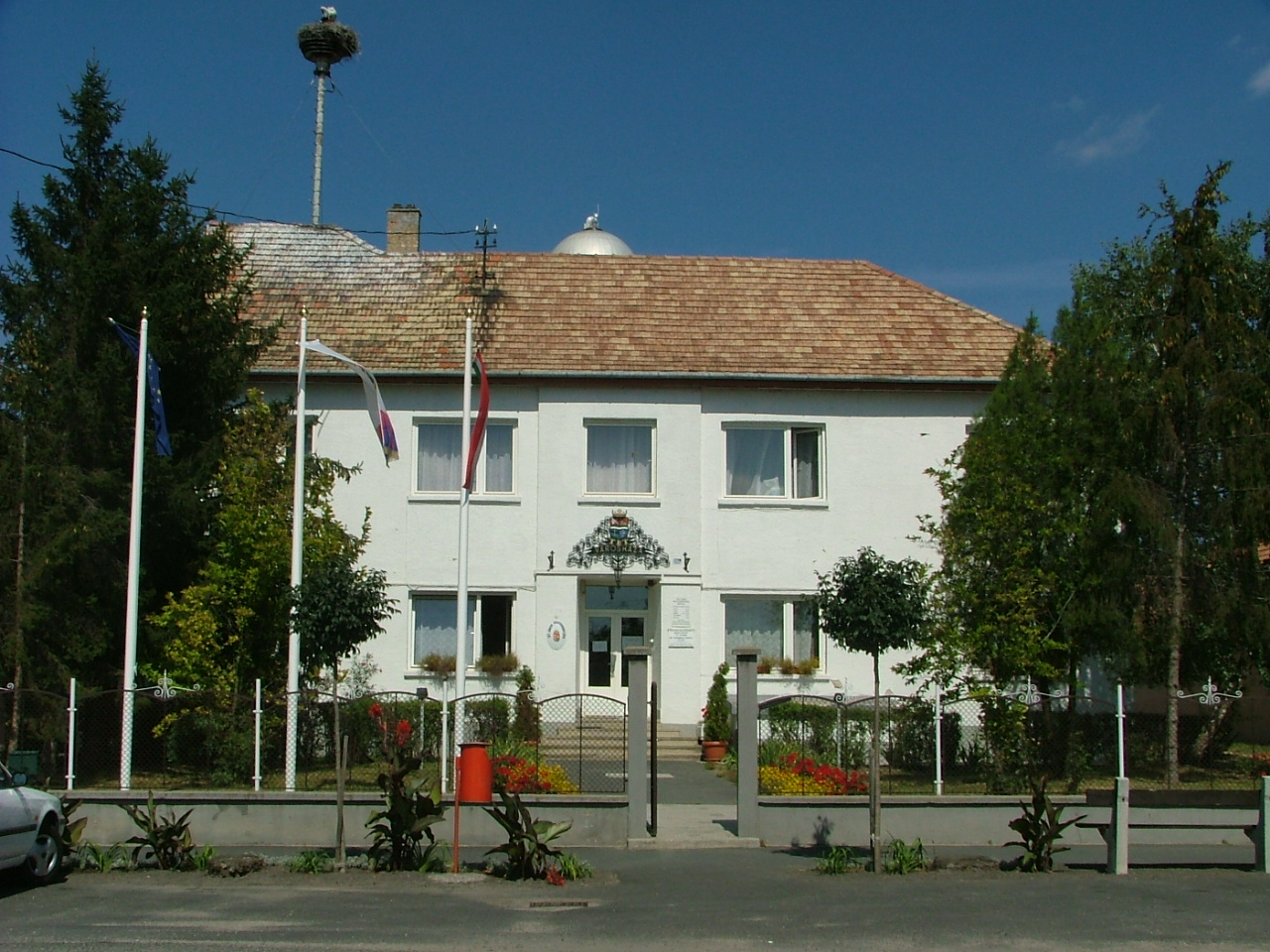
Rathaus
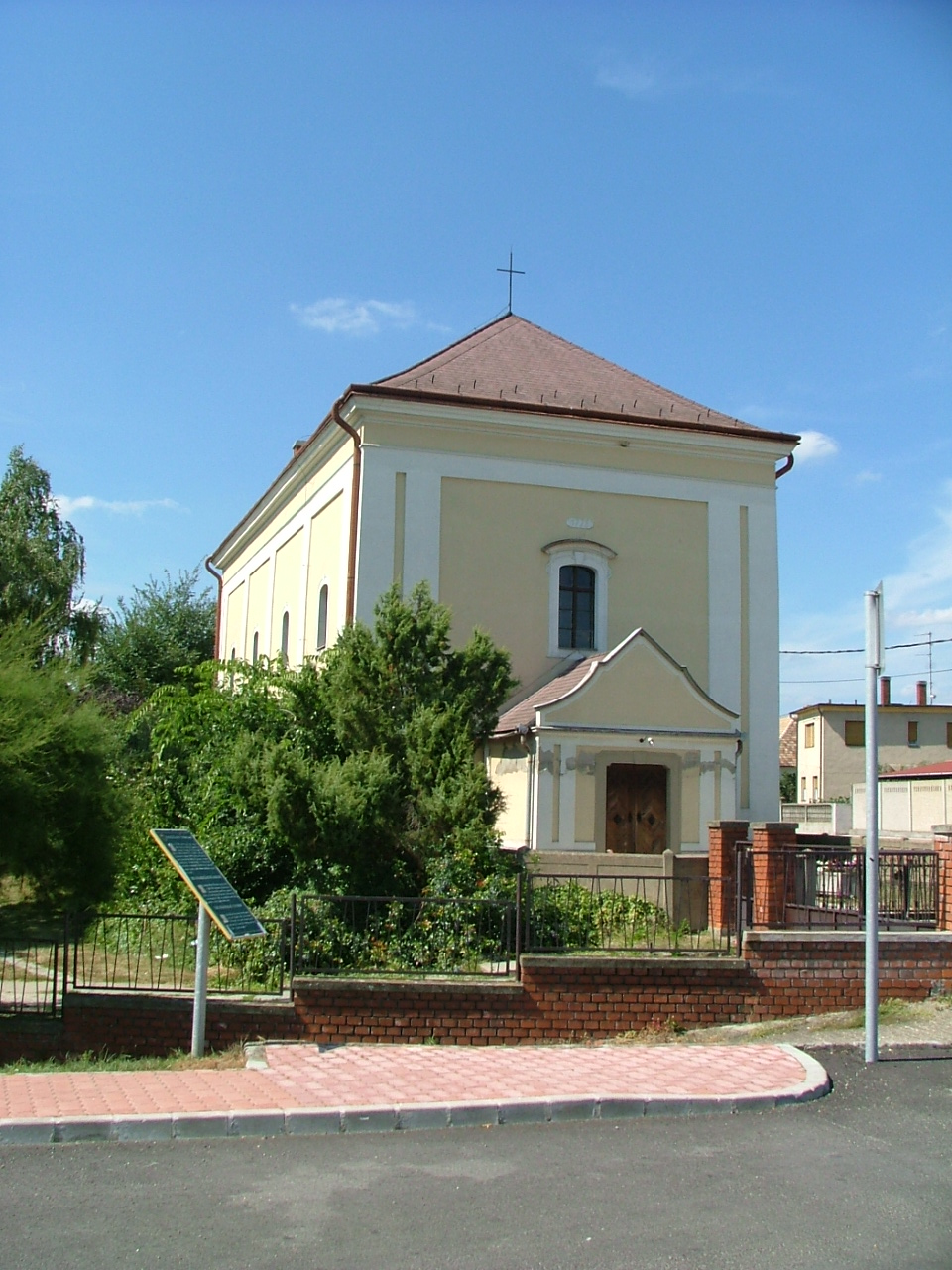
Evangelische Kirche
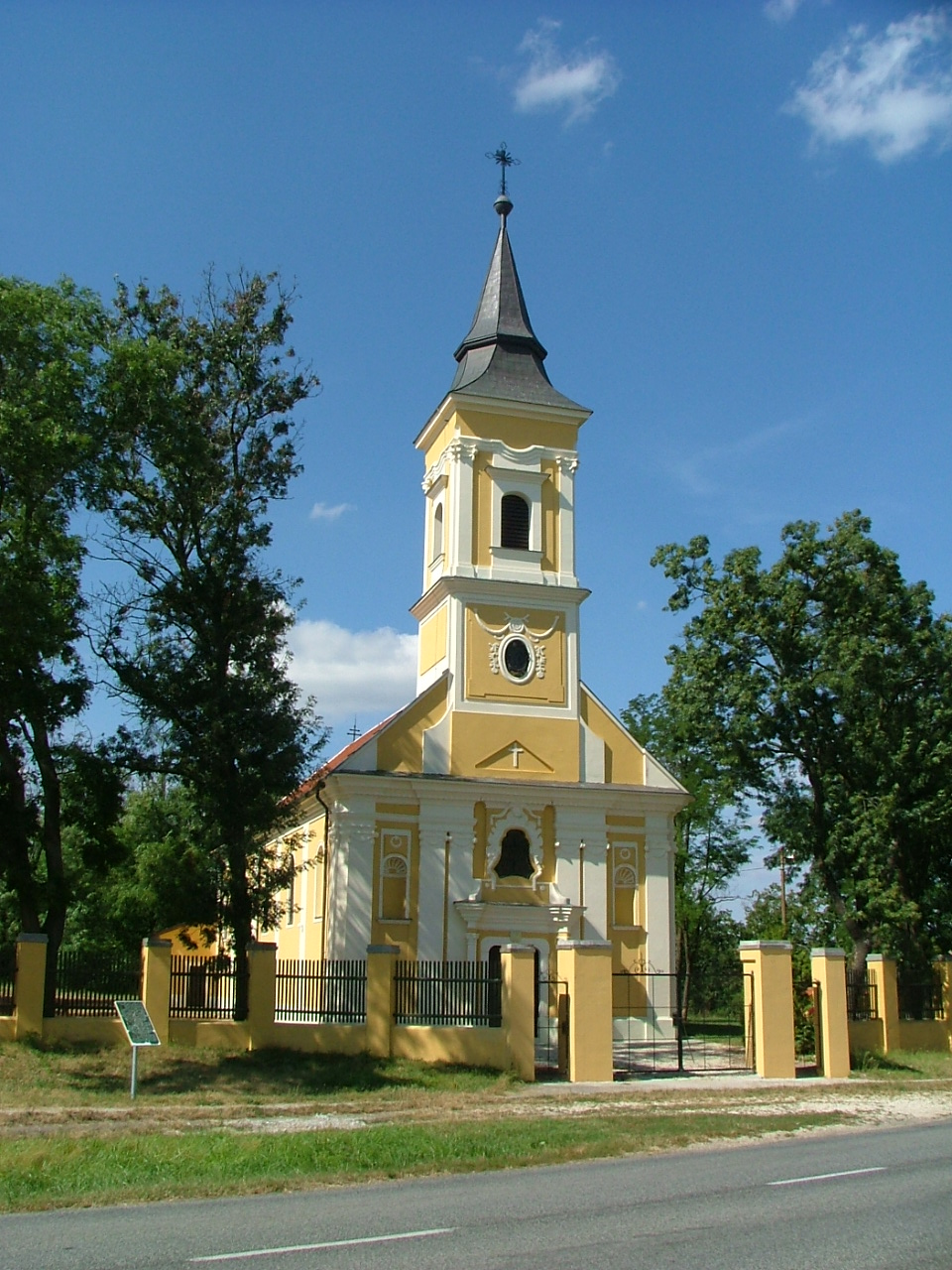
Römisch-katholische Kirche Páduai Szent Antal
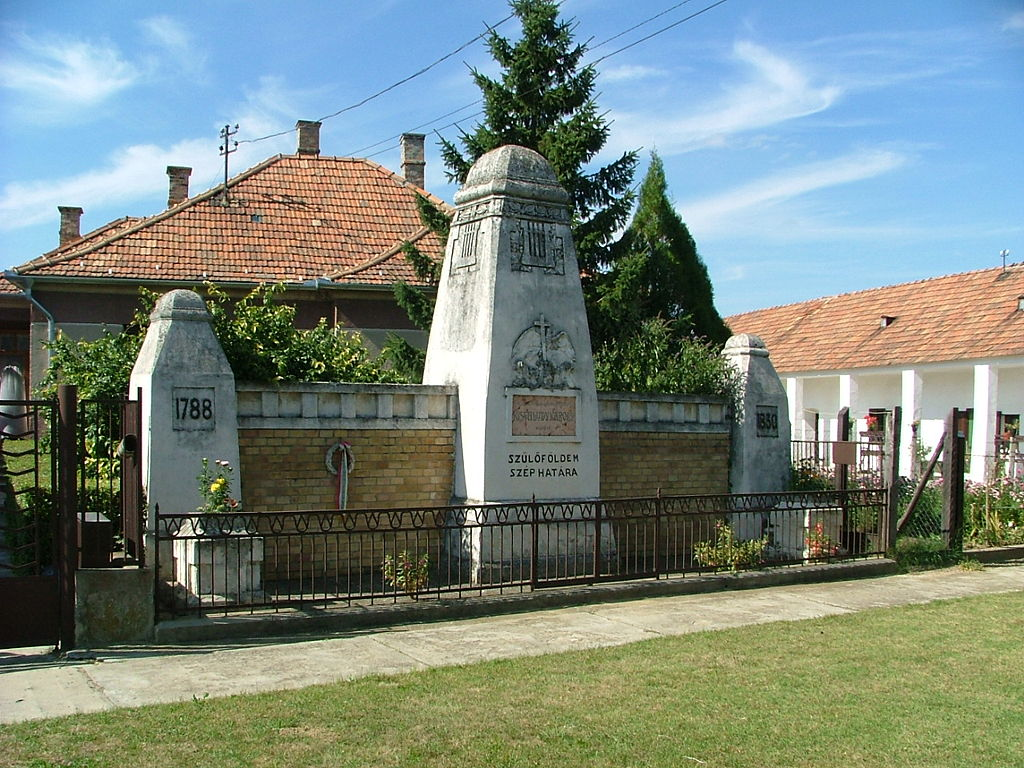
Károly-Kisfaludy-Denkmal
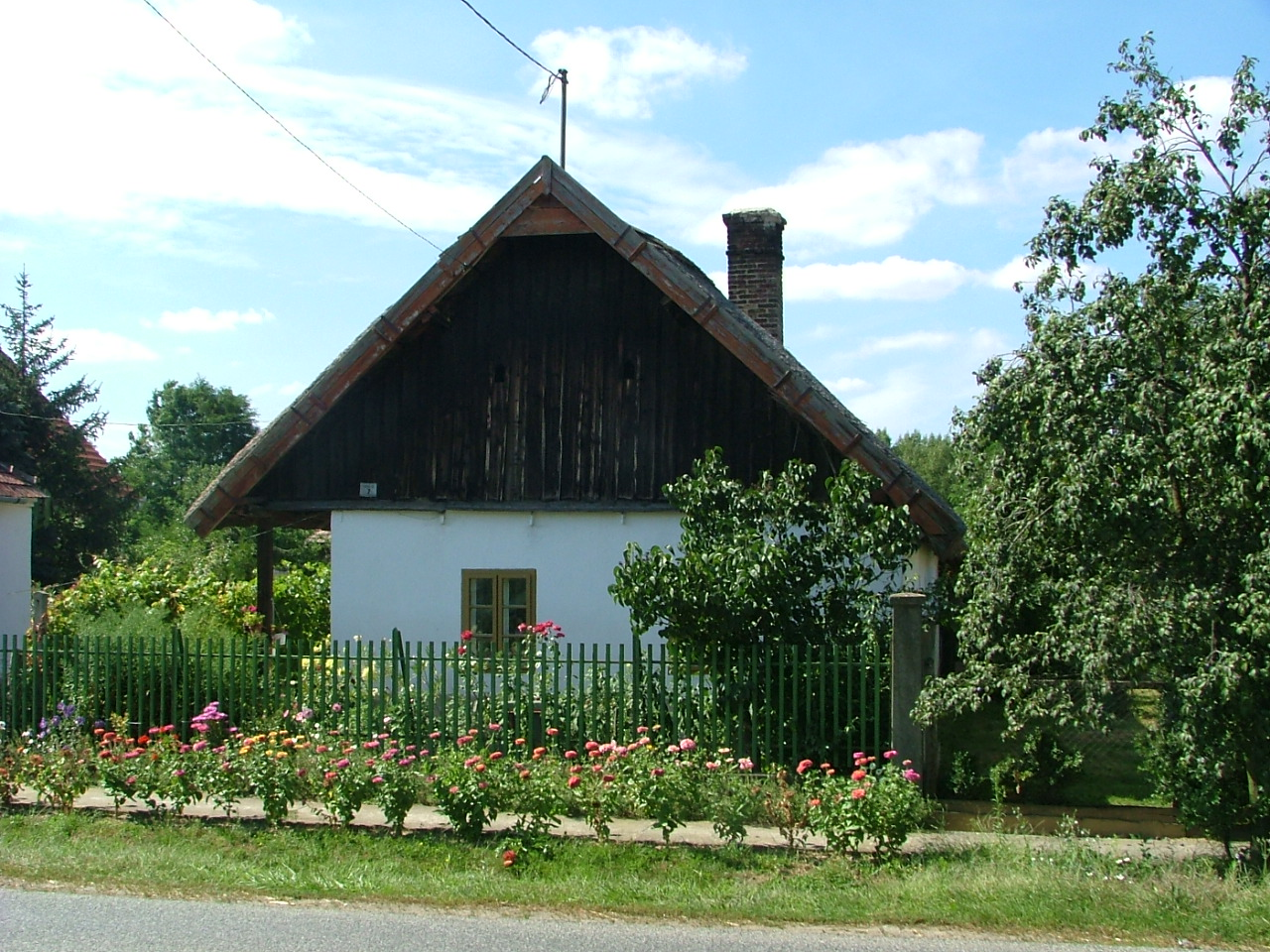
Altes Bauernhaus im Ortsteil Szentkút